# Черлак (Дюртюлинський район)
Черла́к (рос. Черлак, башк. Сарлаҡ) — село у складі Дюртюлинського району Башкортостану, Росія. Адміністративний центр Черлаківської сільської ради.
Населення — 584 особи (2010; 599 у 2002).
Національний склад:
- марійці — 94 %